# هيكتور سوسا
هيكتور سوسا (بالإسبانية: Héctor Vidal Sosa)‏ هو لاعب كرة قدم ومدرب كرة قدم باراغواياني في مركز الدفاع، ولد في 12 مايو 1979 في أريغوا في باراغواي. لعب مع كيلمس.

## وصلات خارجية
- هيكتور سوسا على موقع الاتحاد الدولي (مؤرشف)  (الإنجليزية)
- هيكتور سوسا على موقع قاعدة بيانات كرة القدم.إي يو (الإنجليزية)
- هيكتور سوسا على موقع قاعدة بيانات كرة القدم.إي يو (الإنجليزية)
- هيكتور سوسا على موقع ناشيونال فوتبول تيمز (الإنجليزية)
- هيكتور سوسا على موقع عالم كرة القدم.نت (الإنجليزية)